# فرانتس ریتر فن اپ
فرانتس ریتر فن اپ  (انگلیسی: Franz Ritter von Epp؛ ۱۶ اکتبر ۱۸۶۸ – ۳۱ دسامبر ۱۹۴۶) او یک نظامی بلند پایه و همچنان  یک سیاست‌مدار آلمانی در دوره رایش سوم و از سال ۱۹۳۳ تا ۱۹۴۵ فرماندار بایرن بود. فن اپ یکی از اعضای پر نفوذ دستگاه رایش بود.